# Guelb El Kébir (distrito)
Guelb El Kébir é um distrito localizado na província de Médéa, Argélia. Sua capital é a cidade de El Guelbelkebir. A população total do distrito era de 32 579 habitantes, em 2008.[carece de fontes?]

## Comunas
O distrito está dividido em três comunas:
- El Guelbelkebir
- Sedraia
- Bir Ben Laabed